# Paras (Tegalsiwalan)
Paras is een bestuurslaag in het regentschap Probolinggo van de provincie Oost-Java, Indonesië. Paras telt 3222 inwoners (volkstelling 2010).